# Carl Julius Milde
Carl Julius Milde (1803-1875) est un peintre et restaurateur d'art allemand.

## Biographie
Né le 16 février 1803 à Hambourg, sa famille a eu des difficultés financières durant sa jeunesse. Il étudie en 1824 à l'académie des arts de Dresde, puis brièvement à l'académie des arts de Munich, suivi par un voyage en Italie, où il visite les principales villes, avant de s'installer à Rome où il est influencé par le mouvement nazaréen. En 1838, peu après s'être marié il se rend à Lübeck où il obtient un poste de professeur de dessin en 1841.
Il meurt le 19 novembre 1875 à Lübeck.

## Galerie

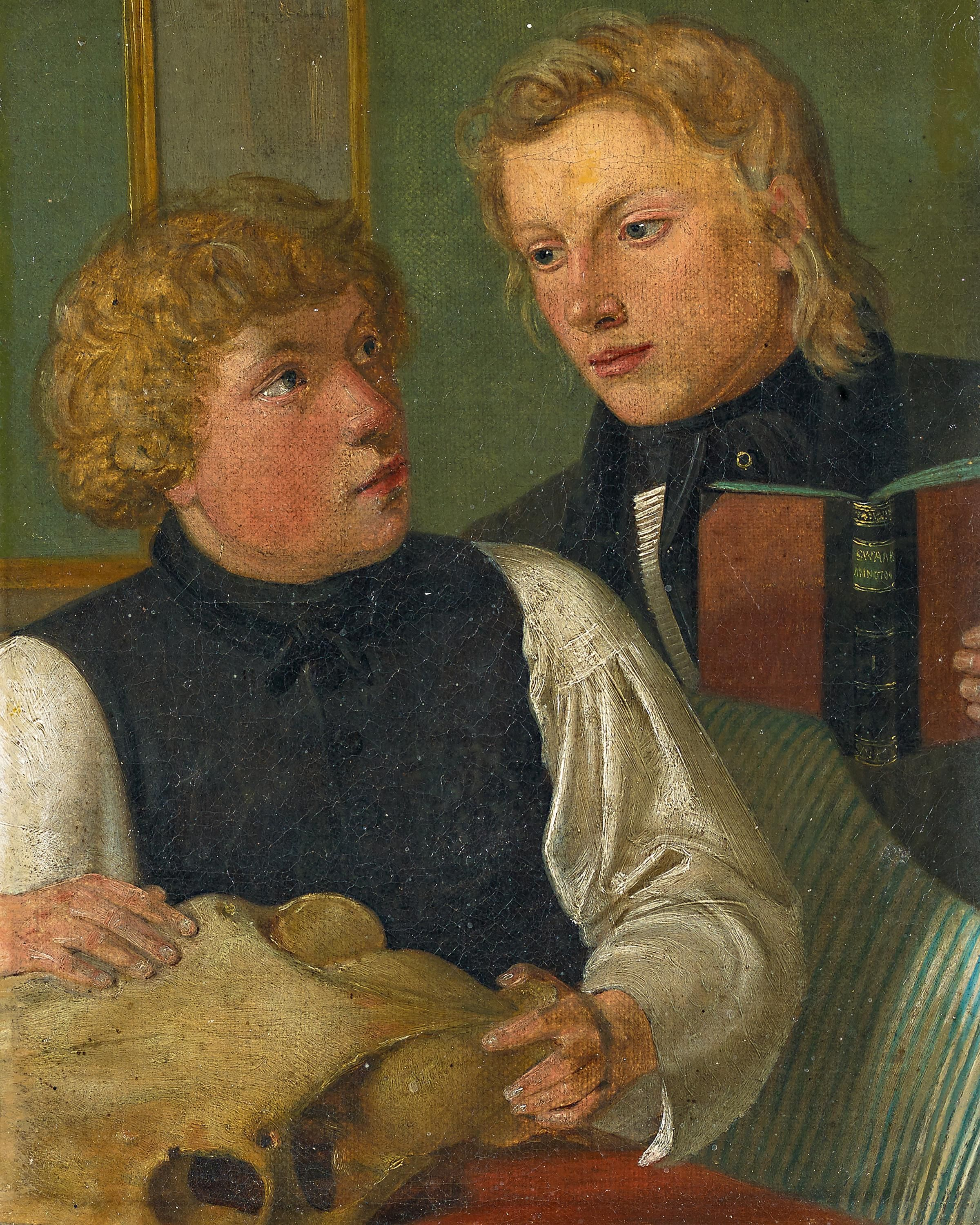
Double portrait de Carl Julius Milde et Friedrich Nerly par Erwin Speckter
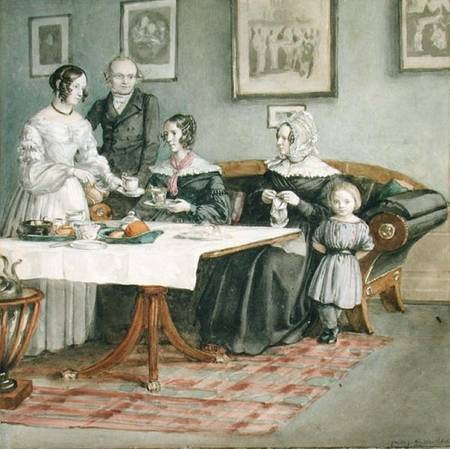
Le professeur Johannes Classen avec sa famille (après 1840)
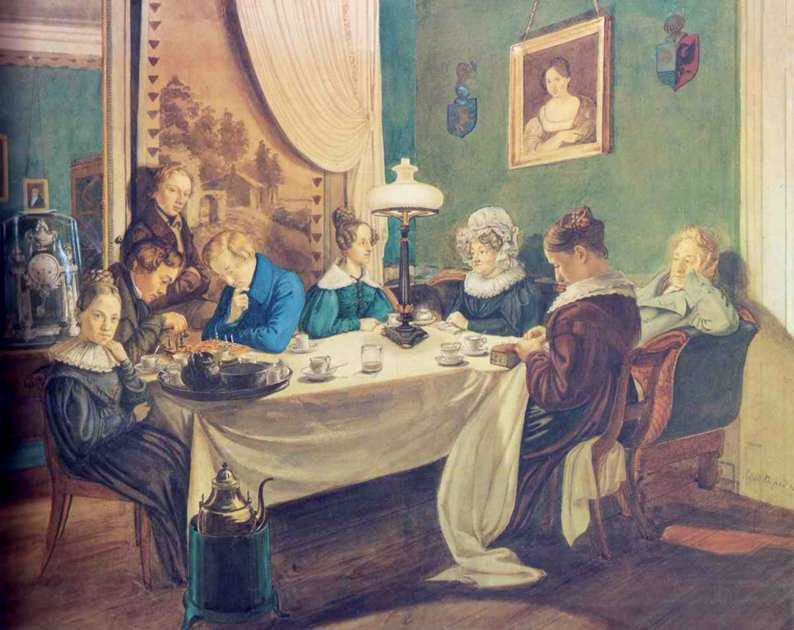
La famille Dunker (1832)
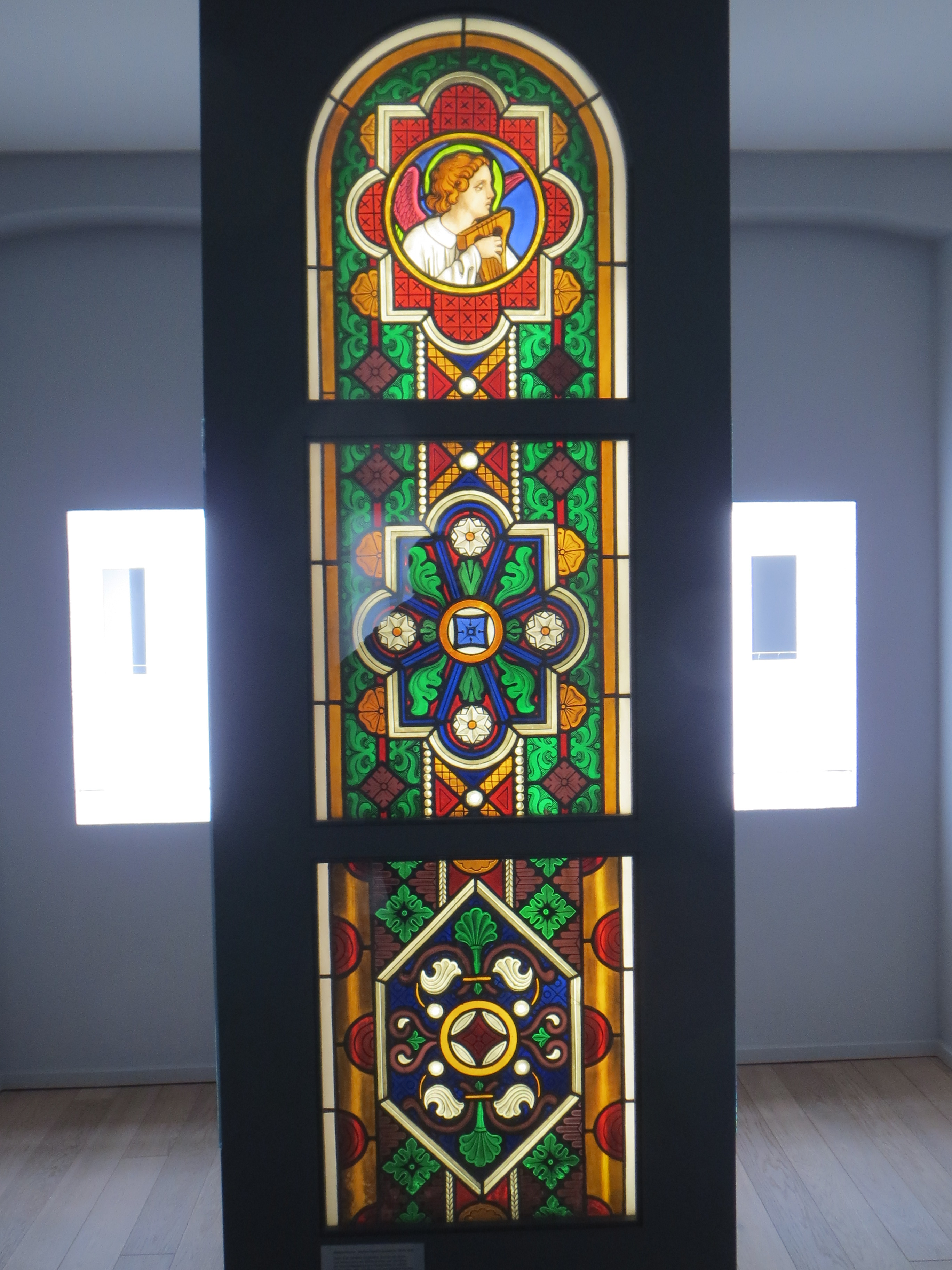
Vitrail de l'église de Semlow
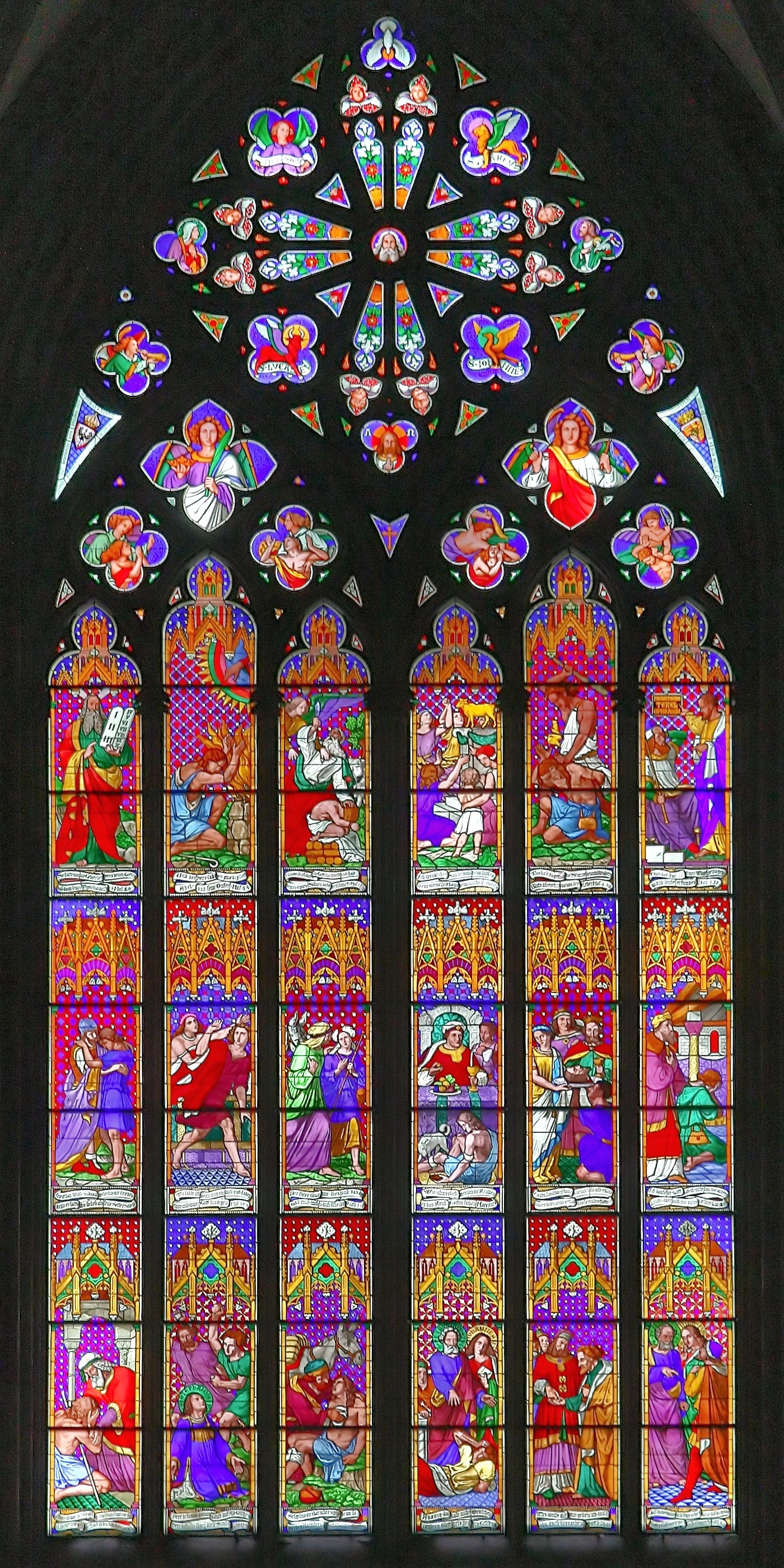
Vitrail de la Cathédrale de Cologne